# Lijst van burgemeesters van Baarland
Dit is een lijst van burgemeesters van de voormalige Nederlandse gemeente Baarland tot die gemeente in 1970 opging in de gemeente Borsele.
| Ambtsperiode | Naam burgemeester    | Partij of stroming | Bijzonderheden |
| ------------ | -------------------- | ------------------ | --- |
| 18?? - 1826  | Izaac van Guchte     |                    | |
| 1827 - 1852  | Cornelis Traas       |                    | |
| 1853 - 1885  | P. Burggeman         |                    | |
| 1885 - 1915  | A. Bruggeman         |                    | |
| 1916 - 1938  | J. Ermerins          |                    | later burgemeester van Hoedekenskerke                                                                                    |
| 1938 - 1949  | Jaap (J.C.) Vogelaar |                    | tevens burgemeester van Hoedekenskerke en Oudelande (beide 1946-1949), later burgemeester van Nieuwerkerk aan den IJssel |
| 1952 - 1970  | W.N. van Liere       | CHU                | vanaf 1965 waarnemend, tevens (waarnemend) burgemeester van Oudelande, eerder burgemeester van Vrouwenpolder             |